# Метальников, Сергей Иванович
Серге́й Ива́нович Мета́льников (23 апреля 1870, Кротково, Симбирская губерния, Россия — 27 сентября 1946, Мёдон, Франция) — русский учёный-зоолог, иммунолог, эволюционист.

## Биография
Из дворянской семьи. Отец — Иван Михайлович, мать — Екатерина Ивановна (урождённая Фатьянова, † 1915). Отчим — генерал Б. И. Виннер — был основателем и владельцем порохового и динамитного заводов в Санкт-Петербурге. До Октябрьской революции 1917 года дела Виннера шли успешно, семья располагала большими средствами и могла себе позволить иметь большой собственный дом на Пантелеймоновской улице в Петербурге, а летом жить в Крыму, в имении Артек у подножия горы Аю-Даг.
Родился родовом имении в селе Кротково. Окончив естественное отделение физико-математического факультета Санкт-Петербургского университета, Метальников для подготовки к профессорскому званию проходил стажировку в университете Гейдельберга у протозоолога Отто Бючли (1897), на Неаполитанской зоологической станции у А. Дорна и А. О. Ковалевского (1897—1899), в отделе И. И. Мечникова в Институте Пастера в Париже (1899—1902). Затем, после защиты магистерской диссертации, Метальников начал работу в Институте экспериментальной медицины. Первые его научные интересы связаны с изучением внутриклеточного пищеварения у низших животных (морских ежей, аскарид, инфузорий). Под влиянием работ И. И. Мечникова Метальников увлекся иммунологией и принял участие в изучении так называемого цитотоксического иммунитета в отделе Мечникова. Так, инъецируя сперматозоиды морских свинок кроликам, он смог получить в 1899—1900 годах активную сперматотоксическую сыворотку, которая, будучи инокулированной той же морской свинке, вызвала атрофию её тестикул. Этот эксперимент стал историческим в иммунологии — он помог расшифровать механизм феномена некоторых форм мужской стерильности и продемонстрировать возможность участия в этом процессе собственных (то есть ауто-) антител. В 1902 году вместе с А. А. Кулябко Метальников выделил антитела, разрушающие сердечную мышцу (кардиотоксические антитела).
Перу Метальникова принадлежат обзоры результатов исследований по цитотоксическому иммунитету, проводимых в разных лабораториях мира, прежде всего в отделе И. И. Мечникова в Париже. В свою очередь, И. И. Мечников поддержал сравнительно-эволюционные исследования Метальникова по изучению клеточного иммунитета у низших животных. Мечниковская идея о том, что иммунитет к туберкулёзу у личинки пчелиной моли (Galeria mellonella) возможно обусловлен способностью насекомого каким-то образом переваривать воскообразные оболочки туберкулёзных бацилл, легла в основу большого цикла исследований Метальникова. Он экспериментально доказал, что туберкулёзные бациллы, введённые в организм личинки пчелиной моли, заглатываются её фагоцитами и гигантскими клетками и быстро разрушаются с помощью фермента — липазы. На основе этих частных данных Метальников сделал общий вывод о том, что любые способы, приводящие к повышению активности липазы животных и человека (например, жировое откармливание заболевших животных), служат эффектным терапевтическим средством в борьбе с туберкулёзом.
С 1907 года С. И. Метальников — профессор зоологии на естественном факультете Петербургских высших женских курсов при Биологической лаборатории П. Ф. Лесгафта. После смерти этого выдающегося учёного (1909) Метальников был назначен директором Биологической лаборатории имени П. Ф. Лесгафта. За эти годы в ряде изданий он опубликовал статьи об иммунитете беспозвоночных животных: «Известиях Санкт-Петербургской биологической лаборатории» (после 1917 — «Известия Института имени П. Ф. Лесгафта»), в «Архиве биологических наук», а также в журнале «Природа», ответственным редактором которого он являлся со времени его основания (1915). Ещё в студенческие годы началось увлечение Метальникова философией, когда он вместе с университетскими друзьями — Н. О. Лосским, В. Коренчевским и другими, организовал философский кружок, который собирался в доме Метальникова. Увлечение философией нашло отражение во многих естественнонаучных трудах Метальникова.
В 1910—1915 годах осуществил попытку переноса «павловского» учения об условных рефлексах в иммунологию.
В 1918 году Советское правительство приняло Биологическую лабораторию имени Лесгафта на государственный бюджет, и она была переименована в Научный институт имени Лесгафта. Директором был избран Н. А. Морозов, так как Метальников, поехавший на организацию Крымского университета в Симферополе, был отрезан в Крыму от Советской России фронтом гражданской войны. в 1919 он получил приглашение на работу от директора знаменитого Института Пастера в Париже Эмиля Ру.
Он не пожелал вернуться в Петроград ни в 1919, ни в 1920 годах и уёхав в эмиграцию в ходе Крымской эвакуации на французском крейсере "Вальдек Руссо" и избежал красного террора в Крыму.
Бобровский П. С. который пережил обе Крымские эвакуации, в 1919 и в 1920 году писал «Ялте пока большевиков нет, у всех нас появилось желание съехать на берег... Но разрешения на поездку мы не получили. Удалось его получить только ехавшему с нами профессору Метальникову. Мы отдали ему все имевшиеся у нас на руках русские деньги, нам совершенно ненужные. Всего набралось около 1,5 миллиона. Мы просили его передать деньги кому-нибудь в Ялтинской уездной земской управе для дальнейшей отправки в Симферополь нашим семьям».
Работа Метальникова в Институте Пастера была плодотворной. В 1926 году вместе с русским зоологом — эмигрантом В. А. Шориным провёл эксперимент, вошедший в историю иммунологии: они получили доказательства роли условных раздражителей в формировании вторичного иммунного ответа без всякого участия антигена. В своих работах Метальников тесно связывал возникновение болезней и устойчивость к инфекции с психической и ментальной активностью. Идеи Метальникова близко примыкают к направлению, стремительно возникшему в иммунологии в начале 80-х годов XX века — психонейроиммунологии. Кроме того, Метальников продолжал свои исследования иммунитета у низших животных. Ему принадлежит открытие «нервного центра иммунитета» у низших животных (1937), который запускает, ингибирует и стимулирует иммунные реакции. Большую известность Метальникову принесли его опыты по бессмертию клетки, послужившие основой его знаменитой книги «Проблема бессмертия и омоложения в современной биологии» (1924). Изучая феномен старения организма, он пришёл к выводу, что в том виде, в каком старость переживается людьми, природа его не программирует, и что он вызван случайными внешними условиями, на которые сам человек может воздействовать, изменяя или устраняя их.
Метальникову также принадлежит разработка программы ведения бактериальных методов борьбы с вредными насекомыми. По его мнению, эти методы обладают большими преимуществами, чем химические воздействия, не безопасные для человека. Эффективность разработанных им методов была продемонстрирована на заражённых виноградниках, фруктовых деревьях, хлопке.
При жизни Метальников опубликовал более 250 научных работ на русском и западноевропейских языках. Он принимал активное участие в работе русских эмигрантских организаций. На 1-м Съезде Русского национального объединения (Париж, июнь 1921) — входил в состав Избирательной комиссии съезда вместе с И. А. Буниным, князьями Долгоруковыми, И. С. Васильчиковым, Г. Н. Трубецким, В. Д. Набоковым, М. И. Ростовцевым, А. И. Куприным. На 1-м Съезде Русских академических организаций (Прага, октябрь 1921) Метальников представлял Русскую академическую группу Франции и был избран председателем Комиссии по вопросам о положении науки и учёных в России. В 1922—1923 годах — товарищ председателя правления Русского народного университета, игравшего большую социокультурную роль в жизни эмиграции. В университете он читал лекции по биологии и медицине. Имя Метальникова встречалось в программе общедоступных курсов медицинских знаний, которые были организованы Обществом русских врачей имени Мечникова в Париже.
В 1941-1942 годах наладил промышленный выпуск микробиологического препарата для «уничтожения гусениц, наиболее вредящих винограду во Франции — Spyrale, Eudemis и Cochylis».
На исходе войны, в 1945—1946 годах, Метальников заболел и умер в клинике для душевнобольных в Мёдоне.

## Семья
Жена:
- Ольга Владимировна (урожд. Дмитриева) (1872 — 14.01.1952), дочь ялтинского врача В. Н. Дмитриева.

Дети:
- Анна (в замужестве — Шупинская) (1898—1964), муж — Шупинский Борис Николаевич (1893—1945), драматический актёр; их дочь — балерина Варвара Борисовна Шупинская, по мужу Barbara Gonot (Gounod);
- Екатерина  (в замужестве  Андрусова), (1902 — ?) муж — скульптор Вадим Андрусов (1895—1975), сын палеонтолога Н. И. Андрусова, по матери внук Генриха Шлимана;
- Ольга (†5 января 1954);
- Сергей (1906 — 18.02.1981)[4].

Братья и сестра:
- Дмитрий,
- Вера (замужем за Владимиром Константиновичем Келлером, владелица имения «Партенит» у подножья Аю-Дага),
- Михаил
- Николай, брат-близнец С. И. Метальникова, селекционер, агроном, член Первой Государственной Думы[4].

## Научные труды
- Токсические сыворотки // Известия СПб. биологической лаборатории. — 1901. — Т. 4. — Вып. 4.
- Проблема бессмертия и омоложения в современной биологии. — Берлин, 1924.
- Rôle des réflexes conditionnels dans l, immunit // Ann. de L’Instit. Pasteur. — 1926. — Vol. 40 (avec Chorine. V).
- Le rôle du systéme nerveux et des facteurs biologiques et psychiques dans l, immunité. — Paris, 1932.

## Интересные факты
- До революции Метальникову принадлежало имение «Лаутербруннер» («Звонкий источник») в урочище Артек в Крыму. Там учёный мечтал организовать детский санаторий. Через 8 лет после эмиграции Метальникова в Артеке был открыт пионерский лагерь-санаторий. С 1980 года в доме Метальникова располагается экспозиция краеведческого музея лагеря «Артек».
- Метальников был знаком с Луи-Фердинандом Селином, который вывел его в своей книге «Путешествие на край ночи» под именем Serge Parapine[5][6]